# Fachkraft für Kriminalprävention

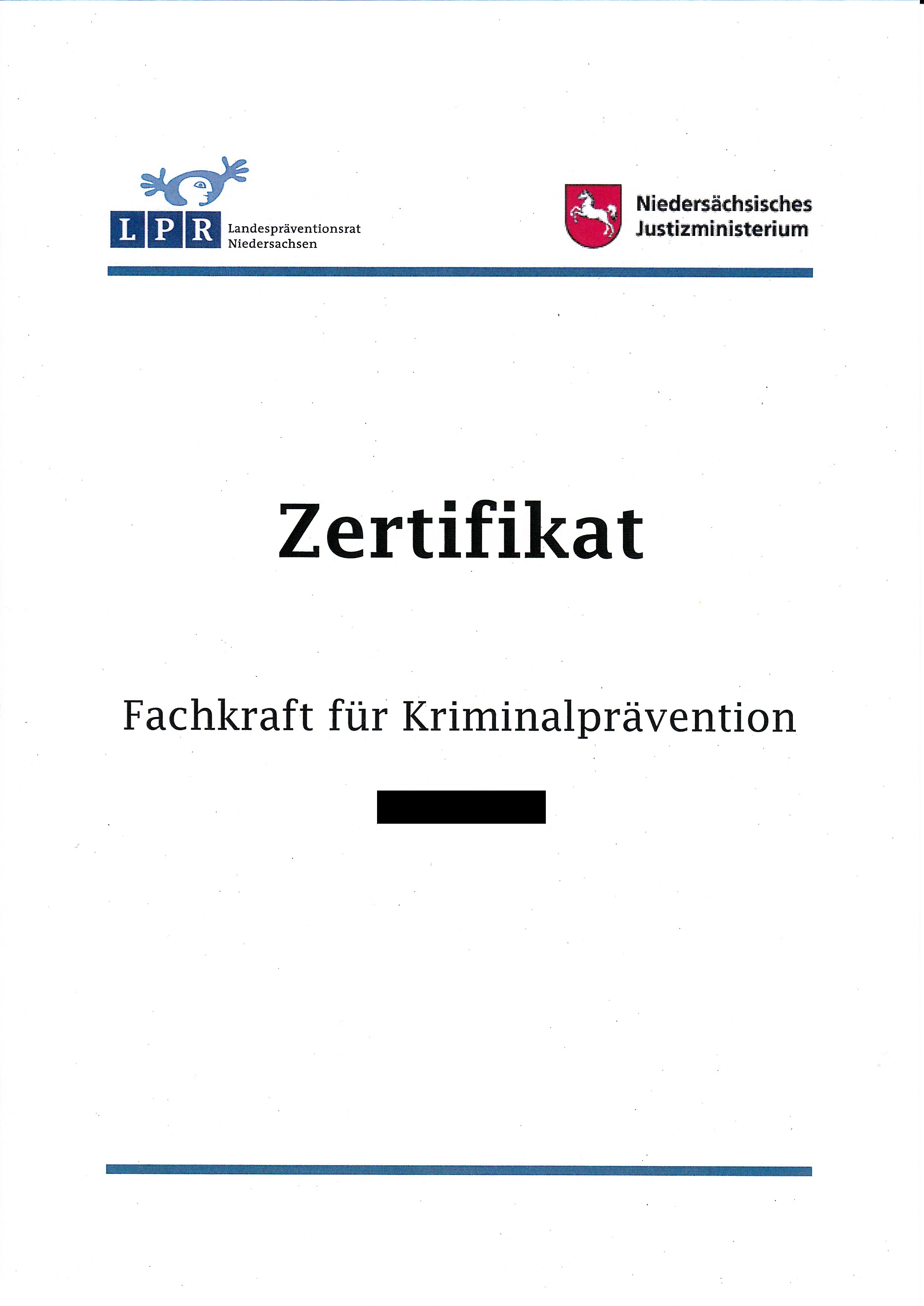
Abschluss-Zertifikat Fachkraft für Kriminalprävention

Das Qualifizierungsprogramm Fachkraft für Kriminalprävention ist eine modulare Weiterbildung des Landespräventionsrates Niedersachsen (LPR) im Niedersächsischen Justizministerium. Sie hat das Ziel, Qualität und Professionalität in der Kriminalprävention zu fördern. Das Programm schließt mit der Zertifizierung Fachkraft für Kriminalprävention ab und ist nach dem italienischen Rechtsphilosophen Cesare Beccaria benannt.

## Beschreibung
Das Beccaria-Programm wurde in den Jahren 2003 bis 2011 entwickelt und mit Mitteln der Europäischen Union gefördert.
Seit 2008 bildet der Landespräventionsrat Niedersachsen im jährlichen Turnus Personen weiter, die in der kommunalen Verwaltung, der Polizei, in der Sozialarbeit oder Schule tätig sind. Das Qualifizierungsprogramm umfasst die vier Module:
- Kriminologie
- Kriminalprävention
- Projektmanagement
- Projektbegleitung

Nach Absolvierung der Module wird das Zertifikat „Fachkraft für Kriminalprävention“ verliehen.
Beccaria Fachkraft Kriminalprävention ist eine beim Deutschen Patent- und Markenamt eingetragene Marke.
Seit 2013 wird das Programm in Sachsen, seit 2019 auch in Rheinland-Pfalz angeboten.

## Ziele
Nach  Absolvierung der Module sind die Teilnehmer qualifiziert,
- kriminologische Erkenntnisse in der Berufspraxis zu transferieren und zu nutzen
- mit anderen Professionen zu kooperieren und sich zu vernetzen
- kriminalpräventive Projekte unter Hinzuziehung wissenschaftlicher Erkenntnisse und Daten systematisch zu planen,  umzusetzen und den Erfolg zu überprüfen
- sich der Methoden des Projektmanagements  zu bedienen.
- das in den vier Modulen vermittelte Wissen praktisch anzuwenden.

## Voraussetzungen für die Weiterbildung
Das Programm richtet sich an Mitarbeiter in der kommunalen Verwaltung, der Polizei und dem Bildungsbereich (Soziale Arbeit oder Schule) aller Bundesländer sowie des deutschsprachigen Auslands, die ihre Kompetenzen für die Projektarbeit im Bereich der Kriminalprävention erweitern und sich miteinander vernetzen wollen, um den Bedarf an entsprechend ausgebildeten Fach-, Leitungs- und Führungskräften besser abzudecken. Pro Durchgang werden bis zu 25 Personen geschult.
Die Lehrinhalte sind wissenschaftlich fundiert und weisen zugleich eine hohe Praxisrelevanz auf. Die Teilnehmenden sind anschließend qualifiziert, kriminologische Theorien und empirische Untersuchungen kritisch zu bewerten, Präventionsprojekte unter Hinzuziehung neuester wissenschaftlicher Erkenntnisse und Daten zu entwickeln und umzusetzen sowie Methoden des Projektmanagements anzuwenden.